# ながのコミュニティ放送
株式会社ながのコミュニティ放送（ながのコミュニティほうそう）は、長野県長野市および須坂市の各一部地域を放送区域として超短波放送（FM放送）を営む特定地上基幹放送事業者である。FMぜんこうじの愛称でコミュニティ放送を行っている。
コーポレートメッセージは「北信60万人ラジオ!FMぜんこうじ!76.5FMにスイッチ・オン」。

## 概要
日本で19番目、長野県で最初に開局したコミュニティ放送局である。善光寺平一円（長野市、須坂市、千曲市、中野市、飯山市の一部、下高井郡山ノ内町、上高井郡小布施町、高山村等）を聴取エリアとしている。
県域放送局であるFM長野は松本市に所在しているので、長野市で唯一のFM民放局である。自社制作番組以外の時間は、J-WAVEを放送する。
周波数76.5MHzは、東信の佐久市・エフエム佐久平と同一周波数であり、中間の上田市・坂城町では混信が発生する。

## 沿革
- 1995年（平成7年）7月1日 - 長野市東後町（グランドハイツ表参道壱番館1F）にて開局。当初の出力は10W。
- 2000年（平成12年）8月24日 - 出力20Wの増力許可。
- 2006年（平成18年）10月1日 - 合同施設「もんぜんぷら座」1F（長野市新田町）に移転。

## 主な番組
基本的に午前5:00始点の24時間放送。なお、日曜深夜（月曜2:00〜5:00）は放送設備の点検·整備のため放送休止。また、現在、放送休止中は停波せず、フィラー音楽が流れている。
- 北信60万人ワイド! おはようナムゴン765（月 - 金 7:00 - 9:20）
- ひるどき もんぷらワイド!（月 - 金 11:30 - 14:00）
- もんぷら ゆうやけスタジオ!（月 - 金 17:00 - 18:30）
- 〜武田徹のラジオ熟年倶楽部〜（金 15:00 - 17:00）
- フォルサ★パルセイロ（金 18:30 - 19:00）
- 電リク!長田清の金曜ラジオ あくゆう酒場（金 19:00 - 21:00）
- 大岩堅一の"Do Yohエンタメ"意気Yoh!Yoh!（土 11:00 - 12:00）
- 僕のパパは住職さん（土 12:00 - 12:10）
- 防災の日20○○[4]（毎年9月1日 12:00 - 12:54[5][6]信越放送、FM長野共同制作）

編成
月 - 木曜日は18:30以降から翌日朝7:00まで、金曜日は21:00以降から[ 土曜日朝7:45まで、土曜日12:10以降は日曜日の終日：放送休止までJ-WAVEをネット（J-WAVEのCM中は、フィラー音楽が流れる）。詳しくは公式サイトを参照。